# سکل
سکل، روستایی در دهستان بیکاه بخش بیکاه شهرستان رودان در استان هرمزگان ایران است.

## جمعیت
بر پایه سرشماری عمومی نفوس و مسکن در سال ۱۳۹۵، جمعیت این روستا برابر با ۲٬۱۸۷ نفر (۶۱۰ خانوار) بوده‌است.